# Swalin
Svalin oder Svöl (an. Svalin, Svǫl „der Kühle“) ist in der nordischen Mythologie ein Schild, den die Asen am Sonnenwagen der Göttin Sol befestigten. Er soll Sol und den Wagen vor der Gluthitze der Sonne schützen.